# Perrigny-lès-Dijon
Perrigny-lès-Dijon é uma comuna francesa na região administrativa da Borgonha-Franco-Condado, no departamento de Côte-d'Or. Estende-se por uma área de 6,7 km². Em 2010 a comuna tinha 2 172 habitantes (densidade: 324,2 hab./km²).